# Bonzo
Bonzo (dal giapponese  bōzu, 坊主 oppure 房主) è il termine non accademico con cui in Occidente vengono talvolta indicati i monaci buddisti giapponesi, cinesi, coreani e vietnamiti. Il significato si è poi esteso genericamente a tutti i monaci del Buddismo. Originariamente i caratteri cinesi 坊主 (pinyin fángzhǔ) indicavano l'abate del monastero.